# درين سو
درين‌ سو هي قرية في مقاطعة هشترود، إيران. عدد سكان هذه القرية هو 245 في سنة 2006.